# Dog Man Star
Dog Man Star é o segundo álbum de estúdio da banda Suede, lançado a 10 de outubro de 1994.
Foi o último disco do guitarrista Bernard Butler, saíu da banda devido a problemas de relação com Brett Anderson. O disco foi incluído no livro 1001 Albums You Must Hear Before You Die. De acordo com Nielsen SoundScan, o álbum vendeu nos Estados Unidos 36 mil cópias até ao final de 2008.
| Críticas profissionais                                                      | Críticas profissionais |
| Avaliações da crítica                                                       | Avaliações da crítica  |
| Fonte                                                                       | Avaliação              |
| --------------------------------------------------------------------------- | ---------------------- |
| allmusic                                                                    | [ 3 ]                  |
| Entertainment Weekly                                                        | (B)                    |
| Hot Press                                                                   | (10/12)                |
| Spin                                                                        | [ 6 ]                  |
| Stylus Magazine                                                             | (sem nota)             |
| Tiny Mix Tapes                                                              | [ 8 ]                  |
| Esta tabela precisa de ser acompanhada por texto em prosa. Consulte o guia. |                        |

## Faixas
Todas as faixas por Brett Anderson e Bernard Butler.
1. "Introducing the Band" – 2:38
2. "We Are the Pigs" – 4:19
3. "Heroine" – 3:22
4. "The Wild Ones" – 4:50
5. "Daddy's Speeding" – 5:22
6. "The Power" – 4:31
7. "New Generation" – 4:37
8. "This Hollywood Life" – 3:50
9. "The 2 Of Us" – 5:45
10. "Black or Blue" – 3:48
11. "The Asphalt World" – 9:25
12. "Still Life" – 5:23

## Tabelas
Álbum
| Tabela (1994) | Posição |
| ------------- | ------- |
| Heatseekers   | 35      |

## Créditos
- Brett Anderson - Vocal
- Bernard Butler - Guitarra
- Simon Gilbert - Bateria
- Mat Osman - Baixo